# Мелані Шнелль
Мелані Шнелль (нім. Melanie Schnell; нар. 22 лютого 1977) — колишня австрійська тенісистка.
Найвищу одиночну позицію світового рейтингу — 90 місце досягла 10 червня 1996, парну — 153 місце — 18 вересня 2000 року.
Найвищим досягненням на турнірах Великого шолома було 2 коло в одиночному розряді.

## Фінали турнірів WTA

### Одиночний розряд: 1 (0-1)
| Результат | Дата                     | Турнір                          | Категорія | Покриття | Суперниця          | Рахунок       |
| --------- | ------------------------ | ------------------------------- | --------- | -------- | ------------------ | ------------- |
| Поразка   | Budapest Lotto Open 1996 | Hungarian Ladies Open, Угорщина | Tier IV   | Ґрунт    | Руксандра Драгомір | 6–7(6–8), 1–6 |

## Фінали ITF
| турніри $75,000 |
| турніри $25,000 |
| турніри $10,000 |

### Одиночний розряд (2–2)
| Результат | Ранг | Дата              | Турнір                       | Покриття  | Суперниця        | Рахунок       |
| --------- | ---- | ----------------- | ---------------------------- | --------- | ---------------- | ------------- |
| Поразка   | 1.   | 30 серпня 1993    | Масса, Італія                | Ґрунт     | Інмакулада Варас | 6–7, 2–6      |
| Перемога  | 1.   | 16 листопада 1997 | Гавр, Франція                | Ґрунт (i) | Катажина Новак   | 6–2, 7–5      |
| Поразка   | 2.   | 30 листопада 1997 | Майорка, Іспанія             | Ґрунт     | Ноелія Серра     | 4–6, 1–6      |
| Перемога  | 2.   | 3 квітня 2000     | Дінан (Кот-д'Армор), Франція | Ґрунт     | Юлія Вакуленко   | 2–6, 6–1, 6–2 |

### Парний розряд (4–4)
| Результат | Ранг | Дата              | Місце                 | Покриття   | Партнерка        | Суперниці                                 | Рахунок          |
| --------- | ---- | ----------------- | --------------------- | ---------- | ---------------- | ----------------------------------------- | ---------------- |
| Перемога  | 1.   | 9 листопада 1997  | Мулен (Альє), Франція | Тверде (i) | Джулі Стівен     | Кірстін Фрає Келлі Пейс-Вілсон            | 6–1, 4–2 ret.    |
| Перемога  | 2.   | 16 листопада 1997 | Гавр, Франція         | Ґрунт (i)  | Джулі Стівен     | Каталін Мароші Кароліна Шнайдер           | 6–2, 3–6, 7–6(3) |
| Поразка   | 1.   | 30 листопада 1997 | Майорка 3, Іспанія    | Ґрунт      | Каталін Мароші   | Роса Марія Андрес Родрігес Маріна Ескобар | 4–6, 2–6         |
| Перемога  | 3.   | 7 грудня 1997     | Майорка 4, Іспанія    | Ґрунт      | Каталін Мароші   | Марта Кано Кончіта Мартінес Гранадос      | 6–4, 4–6, 7–5    |
| Поразка   | 2.   | 05 жовтня 1998    | Батумі, Грузія        | Тверде     | Аманда Гопманс   | Євгенія Куликовська Катерина Сисоєва      | 4–6, 6–3, 0–6    |
| Поразка   | 3.   | 19 вересня 1999   | Оточець, Словенія     | Ґрунт      | Зіна Шрайбер     | Людмила Черванова Андреа Шебова           | 3–6, 4–6         |
| Поразка   | 4.   | 17 липня 2000     | Пухгайм, Німеччина    | Ґрунт      | Анжеліка Бахманн | Светлана Кривенчева Зузана Валекова       | 7–5, 3–6, 7–5    |
| Перемога  | 4.   | 17 вересня 2000   | Бордо, Франція        | Ґрунт      | Віржіні Раззано  | Лурдес Домінгес Ліно Марія Санчес Лоренсо | 2–6, 7–5, 6–3    |